# David Estrada
David Estrada (Morelia, Michoacán, México; 4 de febrero de 1988) es un exfutbolista mexicanoestadounidense. Jugaba de delantero.

## Trayectoria

### Inicios
Estrada nació en México y migró con su familia a California a los cuatro meses de edad. Creció en Salinas, California, y jugó al fútbol a nivel escolar. En la universidad, jugó para los UCLA Bruins entre 2006 y 2009. Durante sus años de universitario, vistió las camisetas del Salinas Valley Samba de la National Premier Soccer League.

### Profesional
Estrada fue seleccionado por el Seattle Sounders FC en la 11.ª posición del SuperDraft de la MLS 2010. Debutó profesionalmente el 3 de abril de 2010 contra los New York Red Bulls. El 17 de marzo de 2012, en el primer encuentro de la temporada, Estrada anotó un hat-trick.
El 7 de agosto de 2014, fue intercambiado al D.C. United por la selección de la tercera ronda del SuperDraft de la MLS 2017. Fue desvinculado del club en febrero de 2015.
El 20 de marzo de 2015, Estrada fichó por el Sacramento Republic, aunque dejó el club el 10 de agosto de ese año.
Luego de un paso por el Orange County Blues FC, Estrada fichó por el Charlotte Independence el 3 de febrero de 2016.
El 14 de marzo de 2018, el delantero mexicano fichó por el Seattle Sounders FC 2 como jugador y entrenador asistente de la academia del Sounders FC.
El 18 de diciembre de 2018 fichó por el New Mexico United de la USL. Anunció su retiro en diciembre de 2020.

## Estadísticas
Actualizado al último partido disputado el 8 de marzo de 2020.
| Seattle Sounders FC Estados Unidos |               |               |     |    |    |   |    |   |   |    |     |    |
| 1.ª | 2010          | 3             | 0   | 1  | 0  | 4 | 0  | 0 | 0 | 8  | 0   |    |
| 1.ª | 2011          | 3             | 0   | 1  | 0  | 1 | 0  | 0 | 0 | 5  | 0   |    |
| 1.ª | 2012          | 17            | 5   | 2  | 0  | 3 | 2  | 3 | 0 | 25 | 7   |    |
| 1.ª | 2013          | 17            | 0   | 1  | 0  | 0 | 0  | 0 | 0 | 18 | 0   |    |
| 1.ª | 2014          | 1             | 0   | 0  | 0  | - | -  | - | - | 1  | 0   |    |
| Total club | Total club    | 41            | 5   | 5  | 0  | 8 | 2  | 3 | 0 | 57 | 7   |    |
| Atlanta Silverbacks Estados Unidos |               |               |     |    |    |   |    |   |   |    |     |    |
| 2.ª | 2014          | 3             | 0   | -  | -  | - | -  | - | - | 3  | 0   |    |
| Total club | Total club    | 3             | 0   | 0  | 0  | 0 | 0  | 0 | 0 | 3  | 0   |    |
| Charlotte Eagles Estados Unidos |               |               |     |    |    |   |    |   |   |    |     |    |
| 3.ª | 2014          | 0             | 0   | -  | -  | - | -  | - | - | 0  | 0   |    |
| Total club | Total club    | 0             | 0   | 0  | 0  | 0 | 0  | 0 | 0 | 0  | 0   |    |
| D.C. United Estados Unidos |               |               |     |    |    |   |    |   |   |    |     |    |
| 1.ª | 2014          | 9             | 0   | -  | -  | 4 | 0  | 1 | 0 | 14 | 0   |    |
| Total club | Total club    | 9             | 0   | 0  | 0  | 4 | 0  | 1 | 0 | 14 | 0   |    |
| Sacramento Republic FC Estados Unidos |               |               |     |    |    |   |    |   |   |    |     |    |
| 3.ª | 2015          | 18            | 3   | 1  | 0  | - | -  | - | - | 19 | 3   |    |
| Total club | Total club    | 18            | 3   | 1  | 0  | 0 | 0  | 0 | 0 | 19 | 3   |    |
| Orange County Blues FC Estados Unidos |               |               |     |    |    |   |    |   |   |    |     |    |
| 3.ª | 2015          | 7             | 0   | -  | -  | - | -  | 1 | 0 | 8  | 0   |    |
| Total club | Total club    | 7             | 0   | 0  | 0  | 0 | 0  | 1 | 0 | 8  | 0   |    |
| Charlotte Independence Estados Unidos |               |               |     |    |    |   |    |   |   |    |     |    |
| 2.ª | 2016          | 30            | 5   | 1  | 0  | - | -  | 1 | 0 | 32 | 5   |    |
| 2.ª | 2017          | 31            | 5   | 1  | 0  | - | -  | 0 | 0 | 32 | 5   |    |
| Total club | Total club    | 61            | 10  | 2  | 0  | 0 | 0  | 0 | 0 | 64 | 10  |    |
| Seattle Sounders FC 2 Estados Unidos |               |               |     |    |    |   |    |   |   |    |     |    |
| 2.ª | 2018          | 33            | 11  | -  | -  | - | -  | - | - | 33 | 11  |    |
| Total club | Total club    | 33            | 11  | 0  | 0  | 0 | 0  | 0 | 0 | 33 | 11  |    |
| New Mexico United Estados Unidos |               |               |     |    |    |   |    |   |   |    |     |    |
| 2.ª | 2019          | 30            | 2   | 3  | 0  | - | -  | - | - | 33 | 2   |    |
| 2.ª | 2020          | 1             | 0   | -  | *  | - | -  | - | - | 1  | 0   |    |
| Total club | Total club    | 31            | 2   | 3  | 0  | 0 | 0  | 0 | 0 | 34 | 2   |    |
| Total carrera | Total carrera | Total carrera | 203 | 31 | 11 | 0 | 12 | 2 | 5 | 0  | 231 | 33 |
| (1) Incluye datos de la U.S. Open Cup (2) Incluye datos de la Liga de Campeones de la Concacaf (3) Incluye datos de los play offs de la Major League Soccer y la USL Championship |               |               |     |    |    |   |    |   |   |    |     |    |

## Palmarés

### Títulos nacionales
| Título        | Club             | País           | Año  |
| ------------- | ---------------- | -------------- | ---- |
| U.S. Open Cup | Seattle Sounders | Estados Unidos | 2011 |
| U.S. Open Cup | Seattle Sounders | Estados Unidos | 2010 |